# Visor Stanhope

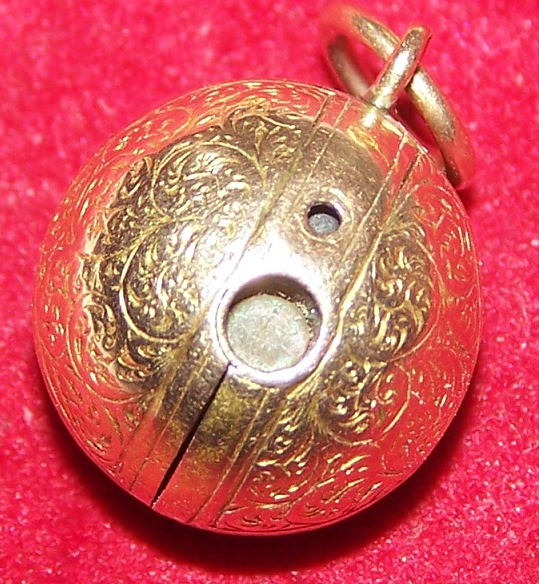
Joya Stanhope El cilindro de la lente del visor está situado a la apertura de menor diámetro

Una Joya Óptica Stanhope o simplemente Visor Stanhope es un dispositivo óptico que permite la visualización de una microfotografía sin utilizar un microscopio. A mediados del siglo XX, en Montserrat (y otros lugares) se vendían recuerdos (souvenirs) que traían un Visor Stanhope incorporado en el que se podía ver un paisaje (p.ej. de Montserrat). Fueron inventados por René Dagron en 1857.
Dagron pasó por alto la necesidad de un microscopio de precio elevado para visionar las microfotografías, al engancharlas al extremo de una versión modificada de la lente Stanhope. Denominó los dispositivos bijoux foto-microscopiques (joyas foto-microscópicas). Dagron mostró los dispositivos en la Exposición Mundial de Londres de 1862, donde obtuvo una "Mención de honor" y las presentó a la Reina Victoria.
En 1864 Dagron se hizo famoso cuando construyó un "visor Stanhope" que permitió la visualización de una microfotografía de un milímetro cuadrado (0,0016 pulgadas cuadradas), equivalente en tamaño a la cabeza de una aguja, [5] que contendía los retratos de 450 personas.

## Historia

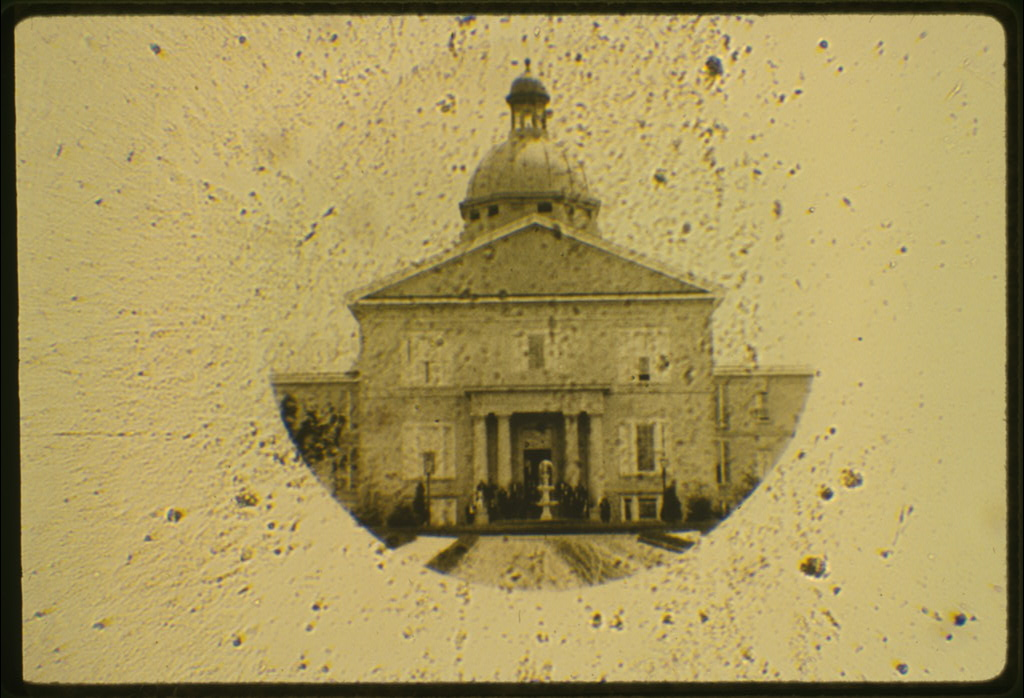
Una microfotografía de 1 mm de diámetro, ca. 1858.

En 1851 John Benjamin Dancer inventó las microfotografías mediante un proceso de colodión y un microscopio convertido en cámara. Con ese sistema consiguió unas microfotografías de unos 3 milímetros cuadrados de superficie (0,0047 pulgadas cuadradas). La principal desventaja del método de Dancer fue que la visualización de las microfotografías requería un microscopio que en aquellos momentos era un instrumento caro.
En 1857 Dagron solucionó el problema con la invención de un método para montar las microfotografías en el extremo de una pequeña lente cilíndrica. Dagron modificó la lente Stanhope seccionando su estructura normalmente biconvexa, manteniendo un extremo convexo, para refractar la luz, mientras que cortó el otro extremo con una forma completamente plana de forma que quedara justo en el plano focal de la lente que forma el lado convexo. Obtuvo así una lente plano-convexa, y fue capaz de montar la fotografía microscópica en la parte plana de la lente utilizando bálsamo del Canadá como pegamento. Esta disposición permitió que la imagen quedara enfocada.
Los visores Stanhope también fueron montados en el interior de arcos de violín por el luthier francés Jean-Baptiste Vuillaume , probablemente utilizando métodos y equipos de Dagron. Los así llamados violines Stanhope contaron con los retratos de personajes famosos como Paganini, Tourte y Stradivari.
La lente seccionada de Dagron podía ampliar la microfotografía trescientas veces, de forma que para la visualización de las microfotografías ya no hacía falta un microscopio voluminoso y caro. La lente Stanhope modificada era suficientemente pequeña como para ser montada en todo tipo de artefactos en miniatura, como por ejemplo sortijas, miniaturas de marfil, juguetes de madera, etc.. Dagron también diseñó una cámara microfotogràfica especial que podía producir 450 exposiciones de aproximadamente 2 por 2 milímetros (0,079 a × 0,079 pulgadas) en una placa de colodión húmedo de 4,5 centímetros por 8,5 (1,8 a × 3.3 pulgadas) t.

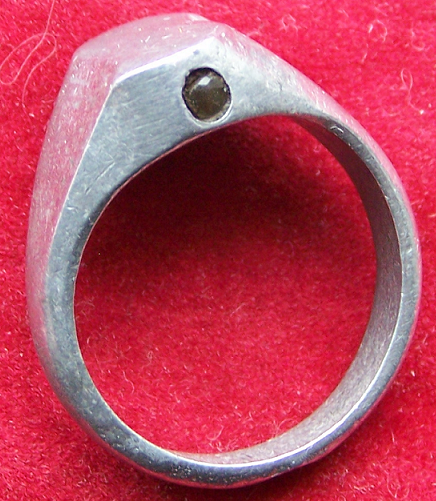
Sortija Stanhope

Los esfuerzos de Dagron consiguieron un gran éxito. Sus visores pudieron ser introducidos finalmente en el gran público en la Feria Internacional de París de 1859.
El éxito de sus visores permitió a Dagron llevar a cabo su propósito de construir una fábrica dedicada a su producción. En junio de 1859, la fábrica de Dagron ya estaba fabricando los Visores Stanhope, montados dentro de joyas y souvenirs. En agosto de 1859 los exhibió en la Exposición Internacional de París, donde cosecharon un gran éxito. En 1862 tenía 150 empleados y fabricaba 12.000 unidades al día. .
El 1860 Dagron obtuvo la patente para sus visores bajo el título Bijoux Photo-microscopiques Dagron también desarrolló técnicas de marketing con venta por correo de sus visores. En 1862 Dagron publicó su libro Cylindres foto-microscopiques, montés te no montés sur bijoux.

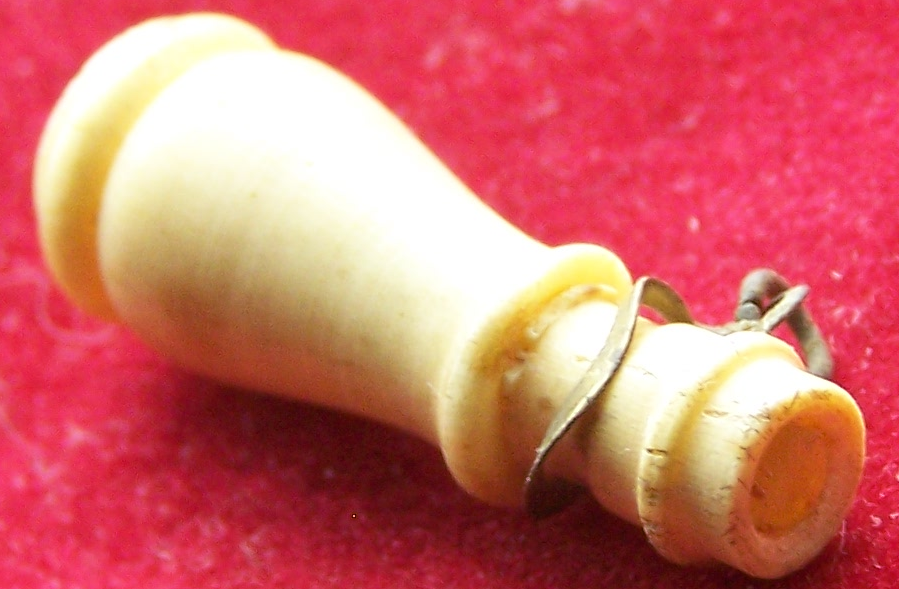
Un visor Stanhope en forma de telescopio miniatura

A principios del siglo XX Eugène Reymond tomó el control de la fábrica de lentes de Stanhope-Dagron a Gex, Francia. Fue sucedido en la gestión de la fábrica por su hijo Roger. En 1972 la fábrica, dirigida por Roger Remond, produjo la última lente Stanhope hecho por los métodos tradicionales. Dentro de 1998, después de que la muerte de Roger, el taller fue cerrado y su equipamiento desmantelado y vendido. Las lentes Stanhope todavía se fabrican hoy en día, pero no se producen de acuerdo con la metodología de Dagron.
En los tiempos modernos, los Visores Stanhope más comunes son generalmente cruces de oro o plata con oraciones cristianas en la microfotografía.